# Styl izabeliński

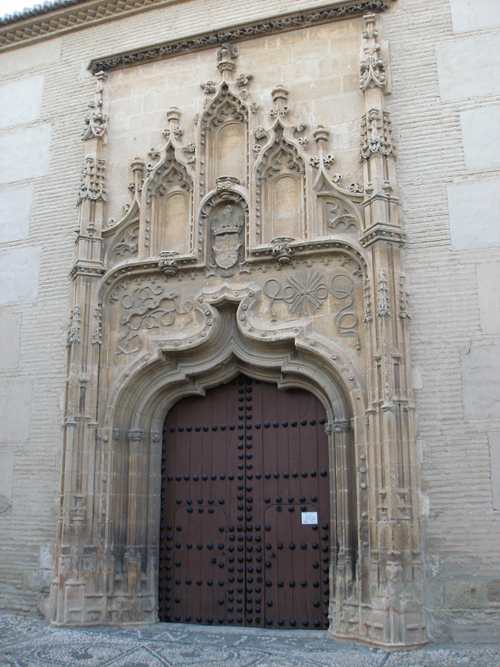
Grenada – portal konwentu św. Izabeli

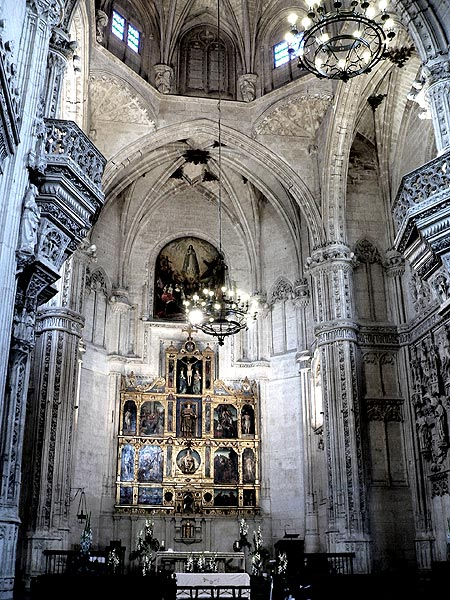
Toledo – kościół San Juan de los Reyes

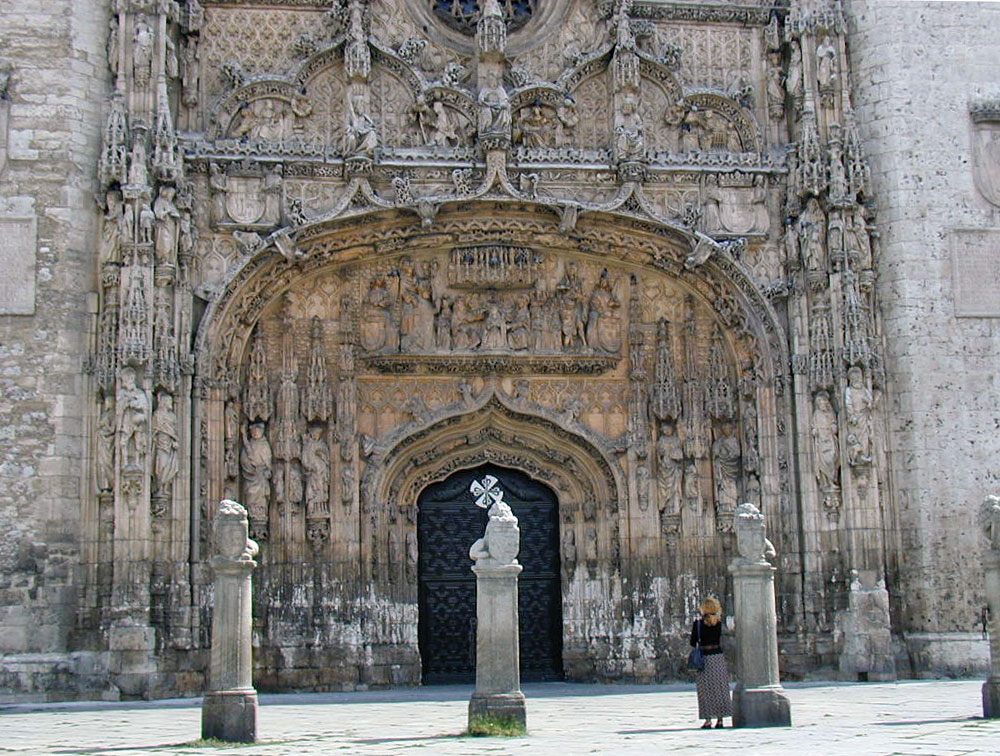
Valladolid – portal kościoła San Pablo

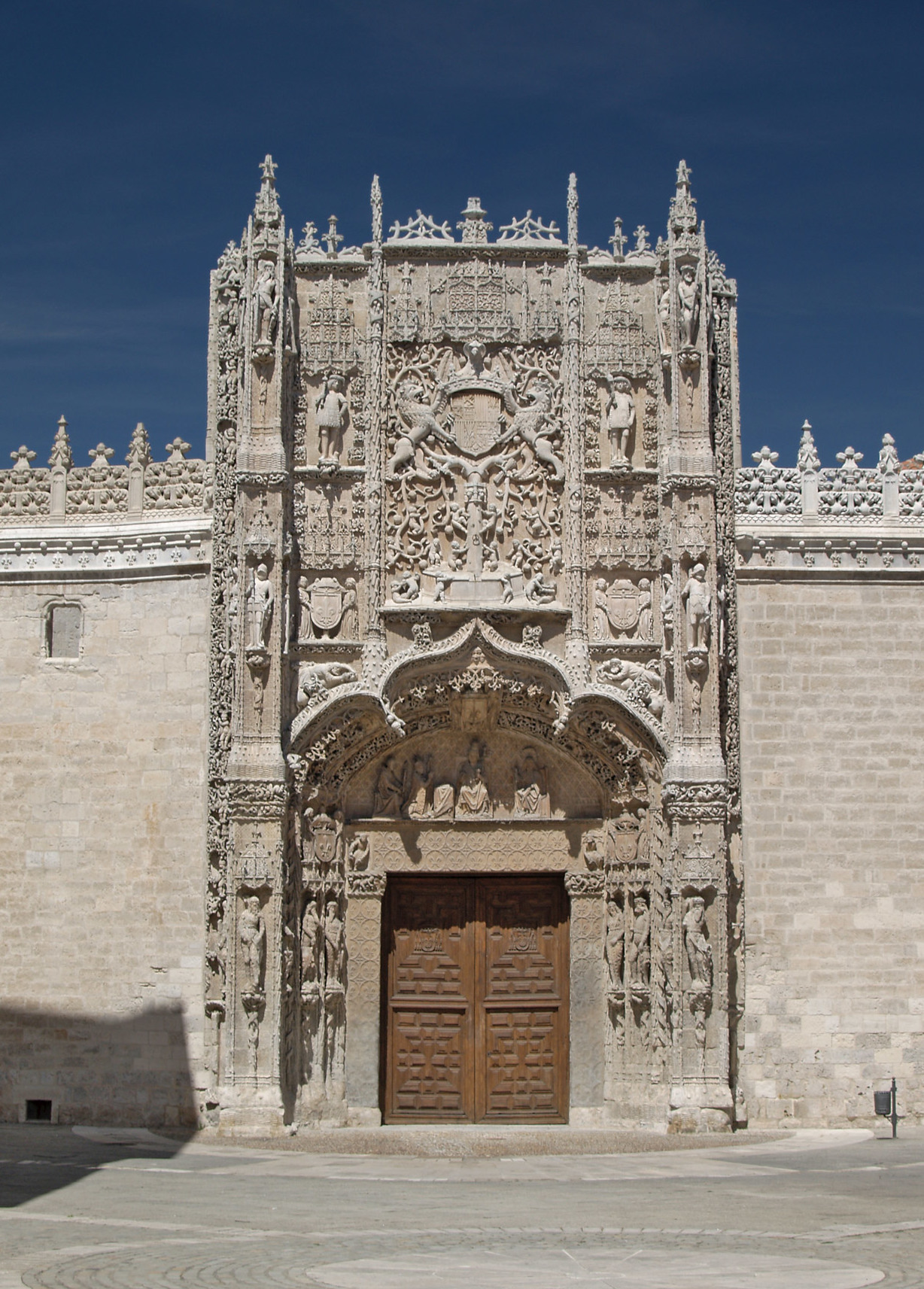
Portal kolegium San Giorgio w Valladolid.

Styl izabeliński – odmiana późnogotyckiego stylu w Hiszpanii, który wyodrębnił się za panowania Izabeli I Katolickiej i jej męża Ferdynanda.
Zjednoczenie Hiszpanii, ostateczne wyparcie Maurów z Półwyspu Iberyjskiego (1492 r. – zdobycie Grenady), pomyślnie zakończone wyprawy Krzysztofa Kolumba, żeglarza popieranego przez królową Izabelę stworzyły podstawy budowy silnego państwa. Bogactwo sprzyjało rozwojowi architektury. Popierany przez parę królewską program budowy szeregu katedr w okresie od połowy XV wieku do końca XVI wieku zaowocował ukształtowaniem stylu nazywanego od imienia królowej, stylem izabelińskim. Charakteryzuje go połączenie elementów stylu mudejar z flamandzkimi motywami dekoracyjnymi. Widoczne są w nim także pewne cechy wspólne ze schyłkowym okresem architektury gotyckiej Anglii (czasy panowania Henryka VIII, męża Katarzyny Aragońskiej, córki Izabeli i Ferdynanda) i późnogotyckim stylem flamboyant. W okresie schyłkowym pojawiają się elementy charakterystyczne dla renesansu.
Jest to architektura stworzona przez miejscowych budowniczych i mistrzów sprowadzonych z Niemiec, Flandrii i Francji. Najważniejsi twórcy tego okresu i ich przykładowe dzieła:
- Juan Guas
  - franciszkański kościół San Juan de los Reyes w Toledo, początkowo przeznaczony na miejsce pochówku królewskiej pary. Zbudowany w latach 1477 – 1496. Jego elewację zdobią zawieszone w blendach łańcuchy symbolizujące uwolnienie chrześcijan. Nad skrzyżowaniem naw znajduje się ośmioboczna wieża wsparta na gwiaździstym sklepieniu. Zróżnicowane łuki: trójlistne (portal wejściowy), podwójne z kotarowym przegięciem w ośli grzbiet (np. Portal Weroniki), kotarowe dla obramowania licznych detali rzeźbiarskich, stalaktytowe dekoracje charakterystyczne dla architektury islamu, skomplikowany maswerk, reliefy o motywach roślinnych, herby królewskie na ścianach transeptu (dekoracja heraldyczna występuje także w kaplicy King’s College w Cambridge) tworzą niepowtarzalne dzieło o niezwykle bogatej ornamentyce.
  - pałac Infantado w Guadalajarze, dekoracje powstały przy współpracy z Egasem Cuemanem
- Simón de Colonia
  - ośmioboczna kaplica Capilla del Constable katedry w Burgos, zbudowana w latach 1482 do ok. 1494 posiada pewne cechy wspólne z kościołem San Juan de los Reyes: maswerk w stylu flamboyant, łuki w kształcie oślego grzbietu, heraldyczne dekoracje. Gwiaździste sklepienie w środkowej części posiada ażurowe żebrowanie nawiązujące do architektury islamu.
  - zachodnia fasada kościoła San Pablo w Valladolid
- Enrigue Egas – Kaplica Królewska (Capilla Real) w katedrze w Grenadzie, zbudowana w latach 1506 – 1521
- rzeźbiarz Gil de Siloé – fasada dominikańskiego kolegium San Giorgio w Valladolid (obecnie Muzeum Narodowe)